# Hypselodoris versicolor
Hypselodoris versicolor is een slakkensoort uit de familie van de Chromodorididae. De wetenschappelijke naam van de soort is, als Chromodoris versicolor, voor het eerst geldig gepubliceerd in 1828 door Risbec.